# PDU (издавачка кућа)
PDU (Platten Durcharbeitung Ultraphone) швајцарска је издавачка кућа, основана 1967. године по иницијативи италијанске певачице Мине и њеног оца, Ђакомо Мацини. Због финансијских разлога, компанија је основана у Шани, Лихтенштајн, али се седиште налазило у Лугану, Швајцарска; до 1984. године канцеларија се такође налазила у Милану, Италија.
У првим годинама специјализовао се за производњу поп музике, а кући су се придружили уметници као што су I Domodossola, Tihm, Aulehla & Zappa, Marita, Johny Sax, Milena, Marisa Sacchetto, Roberto Ferri и Luigi Grechi. Од 1972. године такође је почео да издаје џез музику (Renato Castellani, Giorgio Gaslini, Bruno Tommaso, Romano Mussolini, Martial Solal, Gaetano Liguori, Guido Mazzon, Andrea Centazzo). У једном тренутку, кућа је почела да издаје академску музику. Временом, нови артисти више нису примљени у лејбл и компанија се, у основној маси, бавила издавањем плоча Мине.